# Jád község
Jád község (románul: Comuna Livezile) község Beszterce-Naszód megyében, Romániában. Központja Jád, beosztott falvai Aszúbeszterce, Bureaka, Dumbráva, Kusma.

## Népessége
A 2011-es népszámlálás adatai alapján a község népessége 4250 fő volt.

## Látnivalók, turizmus
A község területén áthalad a 2018-ban létrehozott Via Transilvanica hosszútávú turistaút Felföld (Ținutul de Sus) nevű szakasza.